# Haliarto

Situación de Haliarto en Beocia.

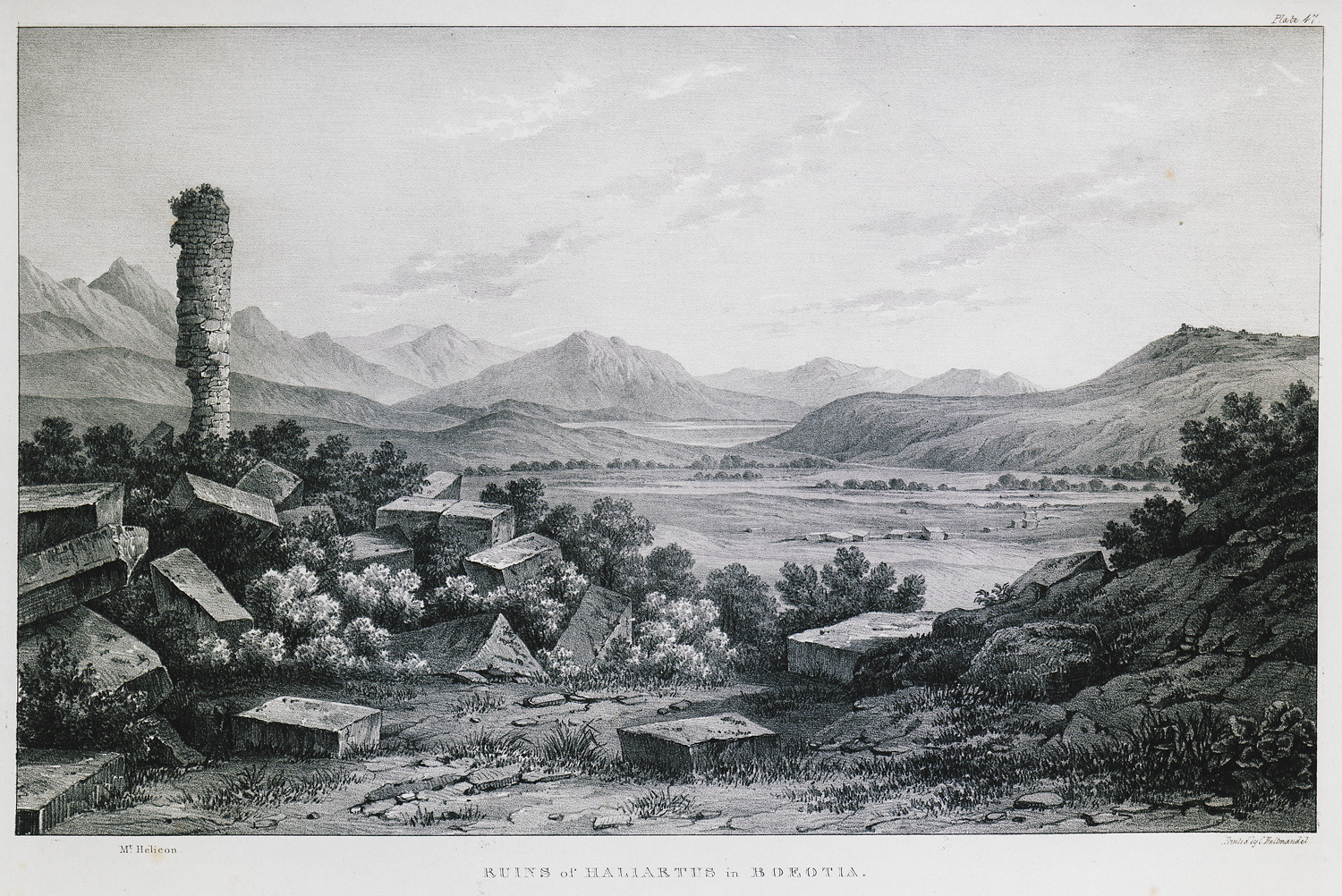
Ruinas de Haliarto, por Edward Dodwell (1834).

Haliarto (en griego, Άίαρτος, Άλίαρτος) es una antigua ciudad de Beocia (Grecia), que se levantaba en una colina conectada con las estribaciones meridionales del monte Libetrio, en el lado sur del lago Copaide, cerca de los ríos Permeso (o Termeso, según Pausanias) y Olmeo, los cuales discurrían alrededor del monte Helicón, sin llegar al lago Copaide. El que desembocaría en el lago, cerca de Haliarto, sería el río Lofis.
Fundada durante el periodo micénico, fue mencionada por Homero en el Catálogo de las naves de la Ilíada.
Fue quemada por el ejército persa de Jerjes I durante la expedición contra Grecia del año 480 a. C. Años más tarde, en la guerra del Peloponeso era una de las ciudades beocias que lucharon contra los atenienses, en el año 424 a. C., en la Batalla de Delio.
En el año 395 a. C. estaba unida con Coronea y Lebadea formando uno de los distritos que suministraba magistrados a la Liga Beocia. Entre las tres ciudades proporcionaban un beotarca. En Haliarto se desarrolló una batalla en el 395 a. C. entre los lacedemonios comandados por Lisandro contra los tebanos y atenienses. Lisandro murió en un ataque contra la muralla de Haliarto, cuando sus defensores hicieron una salida.
En la tercera guerra macedónica, Haliarto era aliada del rey Perseo de Macedonia. Fue saqueada e incendiada por los romanos y entregada a los atenienses en el 171 a. C. Sus habitantes fueron vendidos como esclavos. Según Tito Livio, fue el pretor romano Espurio Lucrecio quien, tras someterla a asedio, la saqueó y arrasó hasta los cimientos.
Según narra Pausanias, en Haliarto estaba el sepulcro de Lisandro, el heroon de Cécrope, un santuario dedicado a las diosas Praxídicas y otros templos. A unos cincuenta estadios se encontraban el monte Tilfosio y la fuente Telfusa. Existía también la tradición de que el mítico adivino Tiresias había muerto en Haliarto. Había otra fuente llamada Cisusa de la que se decía que las nodrizas habían lavado a Dioniso recién nacido. Otra tradición situaba allí los sepulcros de Radamantis y Alcmena.
La acrópolis de la antigua Haliarto se localiza en el extremo occidental de una pequeña localidad que actualmente ha recuperado su antiguo nombre de Haliarto y antes se llamaba Kastri, situada a unos 20 km al oeste de Tebas. En ella se conservan restos de un santuario del periodo arcaico con una estoa y un templo de Atenea.